# Dingsheim

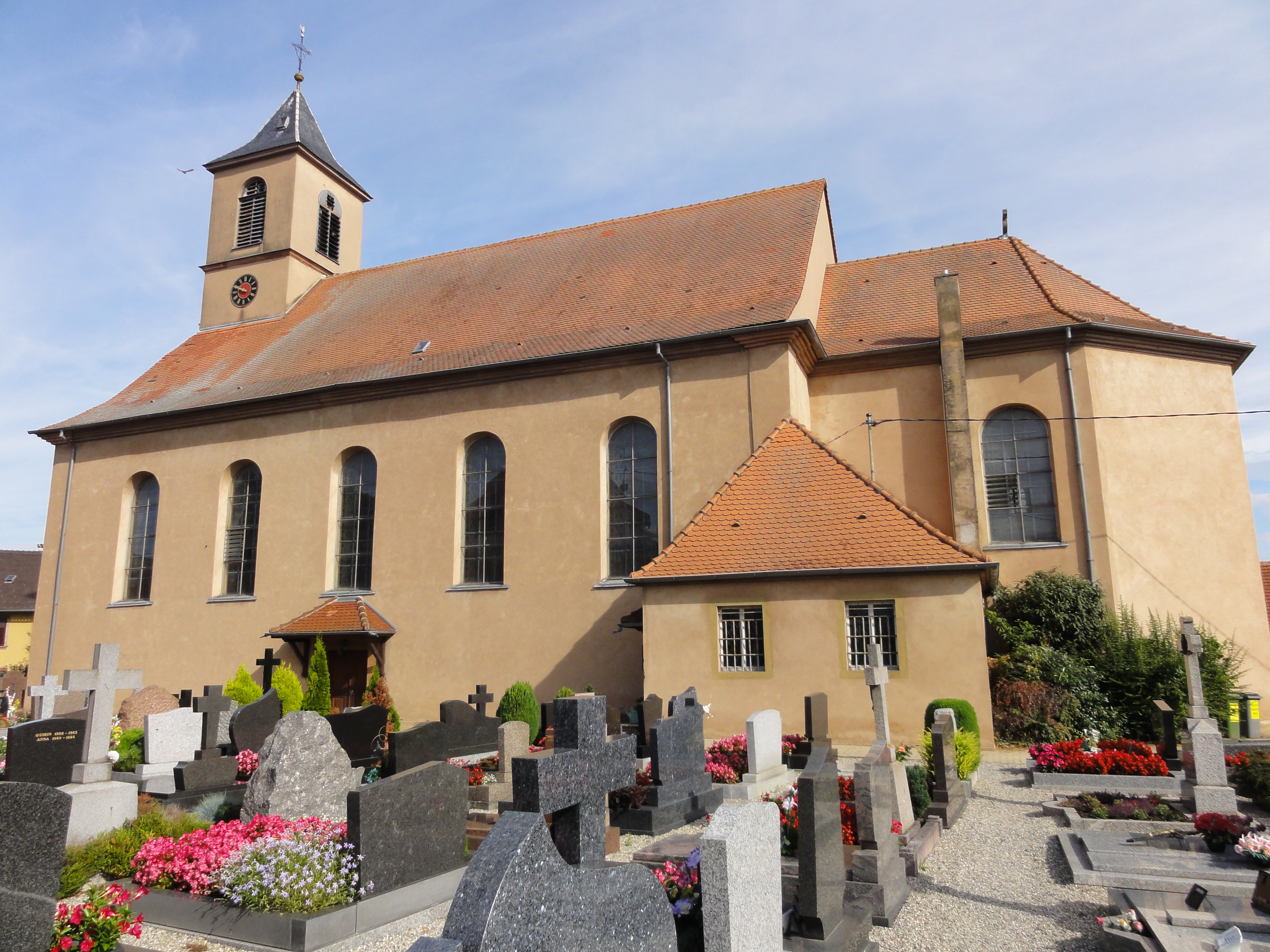
Kirche Saint-Kilian, Monument historique

Dingsheim ist eine französische Gemeinde mit 1222 Einwohnern (Stand 1. Januar 2021) im Département Bas-Rhin in der Europäischen Gebietskörperschaft Elsass und in der Region Grand Est. Die Gemeinde ist Mitglied der Communauté de communes du Kochersberg. Am 1. Januar 2015 wechselte Dingsheim vom Arrondissement Strasbourg-Campagne zum Arrondissement Saverne.

## Lage
Dingsheim liegt im Kochersberg zwischen Pfulgriesheim und Mittelhausbergen, etwa neun Kilometer nordwestlich von Straßburg, und ist durch die Souffel von Griesheim-sur-Souffel getrennt.

## Geschichte
- In der Merowingerzeit wird der Ort zum ersten Mal als Tunchinasheim benannt.
- Im Dreißigjährigen Krieg wurde die Bevölkerung so stark dezimiert, dass die örtlichen Autoritäten für eine Immigration warben. Viele neue Einwohner kamen aus Bayern.
- An der Westseite des Ortes gab es zwischen 1824 und 1852 die Station eines optischen Telegrafen zwischen den Relaisstationen auf dem Straßburger Münsterturm und in Neugartheim, was eine für damalige Zeiten rasche Nachrichtenübermittlung zwischen Straßburg und Paris ermöglichte.
- Zwischen 1968 und 1972 wurde ein Neubaugebiet erschlossen und im Stil Le Corbusiers bebaut, was der Auslöser dafür war, dass sich die Bevölkerungszahl innerhalb weniger Jahre verdreifachte.

## Wappen
Wappenbeschreibung: In Blau zwei zugewandte rot gezungte goldene Löwen.

## Bevölkerungsentwicklung
| 1962 | 1968 | 1975 | 1982 | 1990 | 1999 | 2006 | 2017 | 2021 |
| ---- | ---- | ---- | ---- | ---- | ---- | ---- | ---- | ---- |
| 377  | 430  | 1238 | 1210 | 1093 | 1070 | 1284 | 1275 | 1222 |